# Photis elephantis
Photis elephantis är en kräftdjursart som beskrevs av J. L. Barnard 1962. Photis elephantis ingår i släktet Photis och familjen Isaeidae. Inga underarter finns listade i Catalogue of Life.